# Mukhammadkodir Yusupov
Mukhammadkodir Yusupov (ur. 1999) – uzbecki zapaśnik walczący w stylu klasycznym. Brązowy medalista igrzysk solidarności islamskiej w 2021. Mistrz Azji juniorów w 2019 roku.